# Prinsenhoef

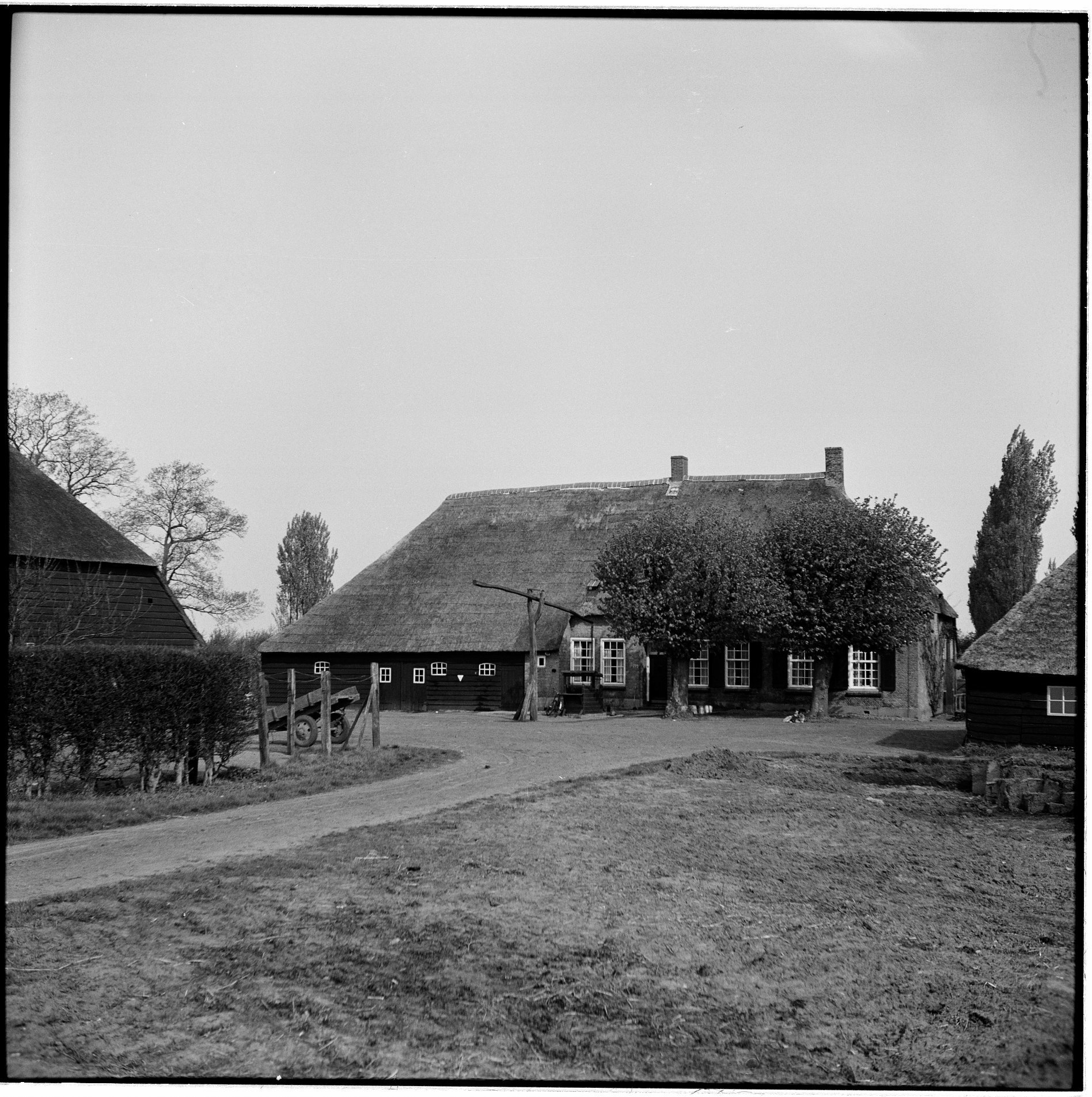
Prinsenhoef voor de verbouwing in de jaren 60 met de oude oprijlaan richting de Leursebaan. Foto: Stadsarchief Breda

Prinsenhoef (ook wel: Prinshoef) is een Brabantse langgevelboerderij  aan de Prinsendreef in het Bredase dorp Prinsenbeek. De Prinsenhoef werd al in de 14e eeuw genoemd. Na vele eigenaars-wisselingen is het uiteindelijk in handen gekomen van de Oranjes en werd het toegevoegd aan hun bezittingen in en rond Breda. Toen is ook de naam Prinshoef ontstaan, zoals trouwens voor meer van hun boerderijen, onder andere te Princenhage en Ulvenhout. In de 19e eeuw werd deze grond staatseigendom en werd sindsdien beheerd door de Domeinen.
Het huidige complex uit 1792 is een rijksmonument vanwege de historische betekenis en ligt ten westen van de dorpskern, op de grens van de gemeenten Breda en Etten-Leur. Sinds de verbouwing van de jaren 60 zijn het woongedeelte en de twee Vlaamse schuren met riet gedekt, de stal met pannen. Hierna is bij de laatste verbouwing weer riet op de voormalige stal gelegd en zijn er geteerde planken bevestigd aan de muren van de stal, waardoor het oorspronkelijke uiterlijk van de Prinsenhoef van begin 20e eeuw weer hersteld is.
Het grootste deel van de opstallen valt onder de bescherming als monument: de boerderij met stal en de twee vrijstaande schuren. Daarnaast de met beukenbomen beplante oprijlaan en de put op het erf, die uitgevoerd is in hout en voorzien van hik en haalboom. Het bakhuisje wordt niet bij de beschermwaardige onderdelen genoemd, maar heeft wel de status van een gemeentelijk monument. In de jaren 90 heeft de gemeente Prinsenbeek hier f. 82.000,00 aan uitgegeven om het uit zijn erbarmelijke staat te redden.
De Prinsenhoef was vroeger via het Liesbos over de spoorlijn verbonden met de Leursebaan. Deze weg is later verlegd met aansluiting op de Zanddreef, waardoor de Prinsendreef is ontstaan. Vanuit de Prinsendreef liep er een doorgaande weg over het erf door de Hooiberg naar de Verloren hoek. Deze weg is later afgesloten op verzoek van de bewoners vanwege het hardrijdend verkeer.
De familie Romme was vanaf 1751 tot eind 20e eeuw pachter van de domeinboerderij, waarna het nog enkele jaren in familiebezit is geweest en daarna vanwege de geplande natuurontwikkeling is verkocht aan de gemeente Etten-Leur. Hierdoor eindigde ook het melkveebedrijf op deze locatie.
De nieuwe bewoner heeft na de koop van de gemeente een wijziging van het bestemmingsplan verkregen, waardoor het complex sinds 2016 een woonbestemming heeft.
Na de verkoop van de familie Romme is er natuur rondom de boerderij ontwikkeld voor het project de Groene Schakel. Kleine bossen en kikkerpoelen zijn aangelegd om de Hooiberg met het Liesbos te verbinden. Door de voormalige wei is een fietspad aangelegd, waardoor men vanuit de Prinsendreef de Hooiberg weer kan bereiken.

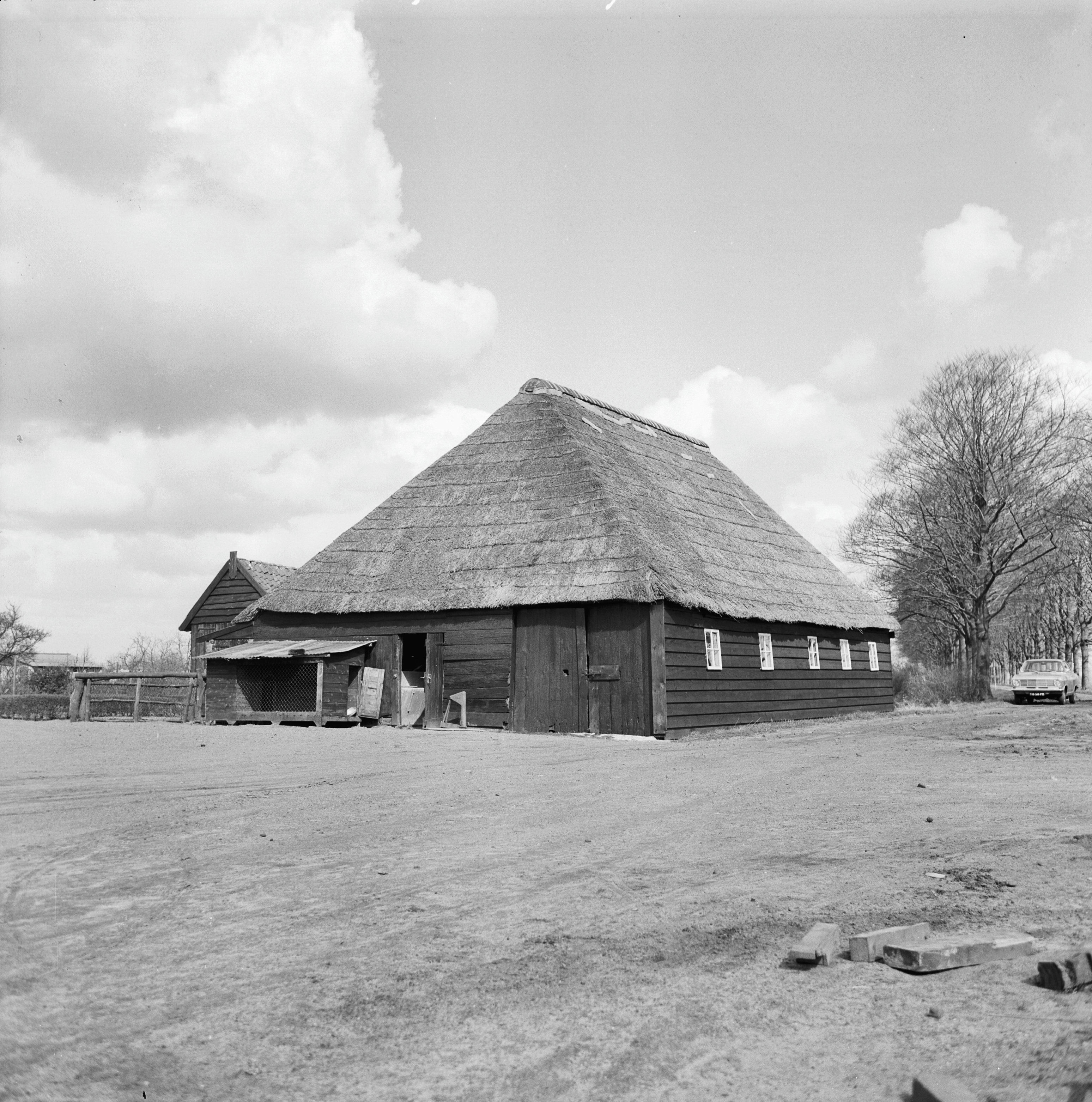
Een van de Vlaamse schuren in 1969. Foto: Gerard Drukker, RCE